# Alexander Hill
Alexander Hill (Berri, 11 marzo 1993) è un canottiere australiano, campione olimpico  ai Giochi di Tokyo 2020 e vincitore dell'argento a Rio de Janeiro 2016 nel quattro senza.

## Biografia
Ai mondiali di Aiguebelette-le-Lac 2015 ha conquistato l'argento nel quattro senza.
Ha rappresentato l'Australia ai Giochi olimpici estivi di Rio de Janeiro 2016, vincendo la medaglia d'argento con Will Lockwood, Josh Dunkley-Smith e Josh Booth nel quattro senza.
Si è laureato campione iridato nel quattro senza ai mondiali di Sarasota 2017 e Plovdiv 2018.
Ha fatto la sua seconda apparizione olimpica a Tokyo 2020, dove ha vinto la medaglia d'oro nel quattro senza con Alexander Purnell, Spencer Turrin e Jack Hargreaves.

## Palmarès
- Giochi olimpici

Rio de Janeiro 2016: argento nel 4 senza.
Tokyo 2020: oro nel 4 senza.
- Mondiali

Aiguebelette-le-Lac 2015: argento nel 4 senza.
Sarasota 2017: oro nel 4 senza.
Plovdiv 2018: oro nel 4 senza.